# Галерия Копиола
Гале́рия Копио́ла (лат. Galeria Copiola; родилась около 95 года до н. э., Римская республика — умерла после 9 года, Рим, Римская империя) — древнеримская танцовщица (emboliaria) и актриса из незнатного плебейского рода, которую Плиний Старший включил в список выдающихся женщин-долгожителей в своей «Естественной истории». Благодаря его записям Галерия является одной из немногих артистов классической древности, этапы театральной карьеры которой могут быть точно датированы.

## Жанр выступлений
Эмболимон (с древнегреческого буквально переводимый как «вставка») представлял собой музыкальное выступление между актами пьесы. В Римском театре embolium (латинское обозначение, множественное число — embolia), в котором специализировалась Галерия Копиола, была интерлюдией, вероятно, соло, исполняемой танцовщицей или mima. Embolium трактуется в современной науке как форма балета-пантомимы, требующая поворотов, прыжков, универсальности движений, внезапного «замирания» и особого репертуара жестов рук.
Интерлюдия «embolium» была частью смешанного музыкально-комедийного жанра под названием «mimus». Римский «mimus» регулярно исполнялся без масок, в отличие практически от любой другой формы античного театра, где женские роли играли мужчины. Mimus давал женщинам возможность зарабатывать себе на жизнь в качестве профессиональных артистов, и карьера Галерии Копиолы служит свидетельством долговременного признания и финансового достатка, которого они могли достичь своим ремеслом. Галерия Копиола — одна из четырёх исполнителей embolia, чьи имена сохранились.

## Карьера

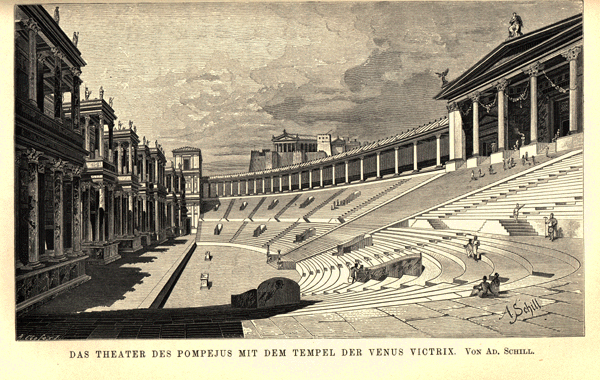
Театр Помпея и храм Венеры Виктрикс, обновлённые в 1908 году

Известно, что Галерия Копиола дебютировала на сцене в 82 году до н. э. в возрасте 13 или 14 лет во время установления диктатуры Суллы, в театральном спектакле, поставленном плебейским эдилом Марком Помпонием. Поводом для этого стал либо праздник Цереры, отмечаемый римлянами в апреле, либо Плебейские игры — в ноябре. Согласно античной традиции, римская девушка достигала совершеннолетия примерно в 12—14 лет, и артисты, по всей видимости, начинали свою карьеру именно в этом возрасте.
Слава Галерии Копиолы была такова, что когда в 55 году до н. э. проводились церемонии освящения монументального театра Помпея, она завершала свою карьеру как «живая легенда». Во время её проводов выступили несколько бывших «звёзд сцены» и среди них стареющий актёр Клодий Эзоп, чья игра уже не соответствовала репутации, которую он заработал в расцвете своих сил. Марк Туллий Цицерон, присутствовавший при этом, заметил, не называя конкретно Галерию Копиолу, что для старых артистов было бы лучше почивать на лаврах (в то время Галерии было около 40 лет). Поскольку она всё ещё обладала физическими возможностями для выступлений и достаточно хорошим здоровьем, позволившим дожить ей до глубокой старости, «выход на пенсию» был её собственным выбором, возможным благодаря её состоятельности, обеспеченной значительными заработками в прошлом.
Последнее публичное появление Галерии состоялось на играх, проводимых в честь Октавиана Августа в 9 году, когда ей было 104 года. Впрочем, Плиний Старший в своей «Естественной истории» ничего не сообщает ни о самом спектакле, ни о том, явилась ли она на него только в качестве почётного гостя.